# 三原武憲
三原武憲（日语：／ Mihara Takenori），日本男性動畫導演、動畫演出家。動畫工房所屬。

## 參加作品

### 執導作品
2011年
- 架向星空之橋（導演、分鏡、演出、OP分鏡&演出、ED分鏡&演出[1]）

2013年
- 可愛的Muco（日语：いとしのムーコ）（導演）

2014年
- 可愛的Muco Season2（導演）

2015年
- 加油社NEXT！（日语：ガンバレー部NEXT!）（導演）

2022年
- 吉伊卡哇（系列導演、分鏡、演出、總作畫監督、原畫）

### 分鏡、演出等
1983年
- 神奇獨角馬：前往魔法之島（日语：ユニコ#映画第二作『ユニコ 魔法の島へ』）（原畫）

2003年
- 麵包超人：紅寶的願望（日语：それいけ!アンパンマン ルビーの願い）（原畫）

2004年
- 現視研（演出）
- 鐵人28號 (2004年版)（分鏡）
- 愛情泡泡糖（演出）

2005年
- 玻璃假面 (2005年版)（分鏡、演出）

2007年
- 守護甜心（分鏡、演出）
- 地球防衛少年（分鏡、演出）

2008年
- 守護甜心！心跳！（分鏡）

2009年
- 豹頭王傳說（演出）
- 守護甜心!! 心跳（分鏡、演出）
- 夢色蛋糕師（演出）

2010年
- 學園默示錄 HIGHSCHOOL OF THE DEAD（演出）
- 真·戀姬†無雙 ～少女大亂～（演出）

2012年
- 創世紀傳說 世界的彼方（分鏡）
- 惡魔高校D×D（分鏡、演出）
- 王者天下（演出）
- 輕鬆百合♪♪（分鏡、演出）

2013年
- 琴浦小姐（分鏡）
- GJ部（分鏡）
- 戀愛研究所（分鏡）
- 魔界王子 devils and realist（分鏡）

2015年
- 鑽石王牌（分鏡）
- 御神樂學園組曲（分鏡）
- 干物妹！小埋（分鏡）

2017年
- 廢天使加百列（分鏡）

2018年
- 我家的女僕有夠煩！（分鏡）

2020年
- 池袋西口公園（分鏡）